# Saison 4 des Mystères de l'Ouest
Cet article présente le guide des épisodes de la quatrième saison de la série télévisée américaine Les Mystères de l'Ouest (The Wild Wild West).

## Fiche technique
- Pays : États-Unis
- Production : Columbia Broadcasting System (CBS)
- Producteurs : Bruce Lansbury, Leonard Katzman (associé), Joe Kirby (en) (assistant)
- Scénariste : Michael Garrison (créateur)
- Département musique : 
  - Richard Markowitz : Compositeur du thème musical[1]
  - Bob Bain : Guitare[1]
- Direction artistique : William Craig Smith (en)[2]
- Décorateur de plateau : Ray Molyneaux[3]
- Distribution des rôles :
  - William J. Kenney (Épisodes "1 à 9", "11", "14", "19").
  - Al Onorato (Épisodes "10", "12 & 13", "15 à 18", "20 à 24").
- Maquillage : Ken Chase[4]
- Costumes : Vou Lee Giokaris et Jack Muhs
- Image :
  - Edward R. Plante (Sauf les épisodes "1", "2", "3", "18" et "19").
  - Richard L. Rawlings (Épisodes "1", "2", "3", "19").
  - Irving Lippman (Épisode "18").
- Langue : Anglais
- Format : Couleur / 1,33 : 1 / Mono
- Durée :
- Lieux de tournage : CBS Studio Center - 4024 Radford Avenue, Studio City, Los Angeles, California, États-Unis

## Personnages principaux
- Robert Conrad (VF : Jacques Thébault) : James T. West
- Ross Martin (VF : Roger Rudel) : Artemus Gordon (Sauf les épisodes "10", "12", "13", "15", "16", "17", "18", "21" et "23").[5]

## Personnages remplaçant "Artemus Gordon"
- Charles Aidman : Jeremy Pike (Épisodes "10", "12", "13" et "18").
- William Schallert : Frank Harper (Épisodes "15" et "16").
- Alan Hale, Jr. : Ned Brown (Épisodes "17").

## Épisodes

### Épisode 1:La Nuit du kinétoscope
- Titre original : The Night of the Big Blackmail
- Numéro(s) : 81 (4-1)
- Réalisateur : Irving J. Moore
- Scénariste(s) : David Moessinger
- Montage : Frank Capacchione
- Musique : Richard Shores, Martin L. Klein (superviseur)
- Image : Richard L. Rawlings (directeur de la photographie)
- Diffusion(s) : 
  -  États-Unis : 27 septembre 1968
  -  France :
- Invité(s) : Harvey Korman (Baron Hinterstoisser), Ron Rich (Dick January), Martin Kosleck (Comte Hackmar), Roy Engel (Président Ulysses S. Grant), Alice Nunn (Hilda), Wilhelm von Homburg (Herr Hess), Gilchrist Stuart (Gruber), Jerry Laveroni (Ziegler)…
- Résumé : L'ambassadeur allemand Hinterstoisser cherche à discrediter le président américain Grant , en montrant publiquement celui-ci sur un film en kinetoscope, signant un traité d'alliance secrète. James West doit prouver l'innocence du président sans enfreindre la territorialité de l'ambassade allemande.

### Épisode 2:La Nuit du jugement
- Titre original : The Night of the Doomsday Formula
- Numéro(s) : 82 (4-2)
- Réalisateur : Irving J. Moore
- Scénariste(s) : Samuel Newman (écriture)
- Montage : Byron Chudnow
- Musique : Robert Prince, Martin L. Klein (superviseur)
- Image : Richard L. Rawlings (directeur de la photographie)
- Diffusion(s) : 
  -  États-Unis : 4 octobre 1968
  -  France :
- Invité(s) : Kevin McCarthy (Major Général Walter Kroll), E.J. André (Docteur Crane), Melinda Plowman (Lorna Crane), Gail Billings (Verna Scott), Vince Howard (Barman), Fred Stromsoe (2e Garde), Dick Cangey (1er Garde), Red West (3e Garde), Tommy J. Huff (4e Garde)…
- Résumé : Le docteur Crane a inventé un nouvel explosif révolutionnaire. Malheureusement, le savant et sa fille, Lorna, ont mystérieusement disparu. Le gouvernement craint qu'ils n'aient tous les deux été enlevés et que leurs ravisseurs ne cherchent à s'approprier la formule de Crane. Si elle tombait effectivement entre de mauvaises mains, les Etats-Unis pourraient être rayés de la carte. West et Gordon partent à la recherche de Crane, de sa fille et de la formule, mais le temps presse.

### Épisode 3:La Nuit de l'engin mystérieux

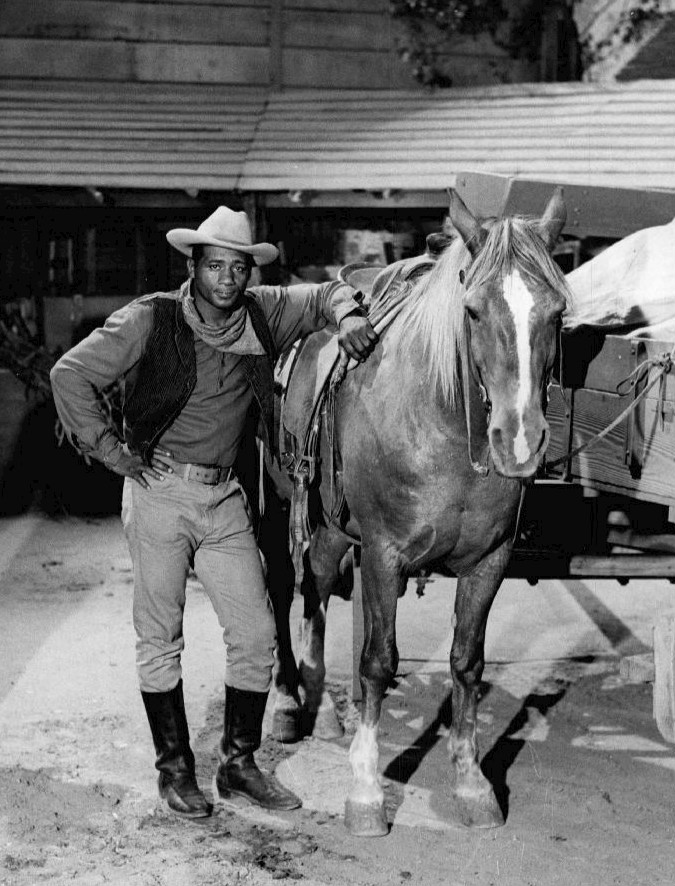
Floyd Patterson dans le rôle de Lyle Dixon

- Titre original : The Night of the Juggernaut
- Numéro(s) : 83 (4-3)
- Réalisateur : Irving J. Moore
- Scénariste(s) : Calvin Clements Jr. (écriture)
- Montage : Frank Capacchione
- Musique : Richard Shores, Martin L. Klein (superviseur)
- Diffusion(s) : 
  -  États-Unis : 11 octobre 1968
  -  France :
- Invité(s) : Floyd Patterson (Lyle Dixon), Simon Scott (Theodore Bock), Gloria Calomee (Lonie Millard), Byron Foulger (County Clerk), Bart La Rue (Maddox), Peter Hale (Tom Harwood), Stuart Nisbet (1er Fermier), Irving Mosley Jr. (2e Fermier), Wild Bill Reynolds (Old Geezer), Evelyn Dutton (1re Nurse), Stardedt Kaava (Infirmière), Fred Stromsoe (Hardcase)…
- Résumé : un fermier qui devait fournir à West et à Gordon des renseignements confidentiels est assassiné. Une mystérieuse machine blindée ressemblant à un char d'assaut apparaît et manque de tuer nos deux agents secrets. Il s’agit en fait d’une machination destinée à effrayer et faire fuir les paysans pour racheter à bas prix leurs terres, dont le sous-sol contient du pétrole.

### Épisode 4:La Nuit de l'éternelle jeunesse
- Titre original : The Night of the Sedgewick Curse
- Numéro(s) : 84 (4-4)
- Réalisateur : Marvin J. Chomsky
- Scénariste(s) : Paul Playdon (écriture)
- Montage : Byron Chudnow
- Musique : Richard Shores, Martin L. Klein (superviseur)
- Diffusion(s) : 
  -  États-Unis : 18 octobre 1968
  -  France :
- Invité(s) : Jay Robinson (Docteur Maitland), Sharon Acker (Lavinia Sedgewick), Maria Lennard (Jessica), Richard Hale (Philip Sedgewick), Frank Campanella (Fingers le masseur), Lee Weaver (2e Desk Clerk), Arthur Space (A.T. Redmond), Arthur Adams (1er Desk Clerk/Hiram), Kathryn Minner (Vieille femme), Almira Sessions (Lavinia âgée), Red West (1er Homme), Brian Nash (Garçon), Gene LeBell (Felix), William Challee (Prisonnier #1), Anthony Jochim (Prisonnier #2), Robert L. McCord (1er porteur), Dick Cangey (2e homme), Tom Huff (3e homme).
- Résumé : Redmond, un entrepreneur travaillant pour le gouvernement, disparaît de son hôtel juste après s’être entretenu avec James West. Gordon invente un stratagème pour être enlevé à son tour et retrouve West dans une propriété où un inquiétant médecin semble se livrer à de mystérieuses expériences ayant transformé Redmond et d’autres cobayes en vieillards.

### Épisode 5:La Nuit des jeux dangereux
- Titre original : The Night of the Gruesome Games
- Numéro(s) : 85 (4-5)
- Réalisateur : Marvin J. Chomsky
- Scénariste(s) : Jackson Gillis (en) (écriture)
- Montage : Alan Jaggs[6]
- Musique : Jack Pleis, Martin L. Klein (orchestration)
- Diffusion(s) :
  -  États-Unis : 25 octobre 1968
  -  France :
- Invité(s) : William Schallert (Rufus Krause), Sherry Jackson (Lola Cortez), Robert Ellenstein (Dr Theobald Raker), Helen Page Camp (Charity Witherleaf), Ken Drake (Général Crocker), Lee Kolima (No-Fun), Jacquelyn Hyde (Marquise Bellini), Reggie Nalder (Compte Zendar), I. Stanford Jolley (Docteur), Gregg Palmer (Barman), Astrid Warner (Gilda Novak), Ludmila (La Ballerine), Adolph Caesar (Innocent Vidocq), Robert Patten (Dr De Forest).
- Résumé : un certain docteur Raker a volé un flacon contenant un microbe mortel. Il se noie en tentant d’échapper à West et à Gordon. Ce dernier se rend chez un millionnaire très âgé où Raker était invité. Le vieillard organise des jeux étranges dont les vainqueurs hériteront d’une partie de sa fortune. Certains invités sont assassinés par Raker, qui avait simulé sa mort et cherche à récupérer son flacon.

### Épisode 6:La Nuit du monstre marin
- Titre original : The Night of the Kraken
- Numéro(s) : 86 (4-6)
- Réalisateur : Michael Caffey
- Scénariste(s) : Stephen Kandel (écriture)
- Montage : Alan Jaggs
- Musique : Richard Shores, Martin L. Klein (orchestration)
- Diffusion(s) : 
  -  États-Unis : 1er novembre 1968
  -  France :
- Invité(s) : Marj Dusay (Dolores Hammond), Jason Evers (Commander Beech), Ford Rainey (Admiral Charles Hammond), Anthony Caruso (Jose Aguila), Ted Knight (Daniel), Gregg Martell (1er Bartender), Brent Davis (Lt. Dave Bartlett), Claudio Miranda (2e Bartender), Larry Grant (Aide), Bill Baldwin (Workman)…
- Résumé : un officier de la marine américaine est tué avant d’avoir pu faire des révélations sur un monstre marin ressemblant à une pieuvre géante, qui a fait plusieurs victimes parmi les pêcheurs portugais de San Francisco. West affronte l’animal et réussit à s’emparer d’un morceau de tentacule qui s’avère être fait de métal. Reste à découvrir les auteurs d'un tel engin, ainsi que leurs projets.

### Épisode 7:La Nuit des fugitifs
- Titre original : The Night of the Fugitives
- Numéro(s) : 87 (4-7)
- Réalisateur : Mike Moder
- Scénariste(s) : Ken Pettus (écriture)
- Montage : Alan Jaggs
- Musique : Richard Shores, Martin L. Klein (orchestration)
- Diffusion(s) :
  -  États-Unis : 8 novembre 1968
  -  France :
- Invité(s) : Simon Oakland (Diamond Dave Desmond), Charles McGraw (Shériff Baggs), Susan Hart (Rhoda), Mickey Hargitay (Monk), Bill Baldwin (Hallelujah Harry), Larry Duran (Mexicain), Gabriel Walsh (Shopkeeper), Sid McCoy (Tod Warner), A.G. Vitanza (Grady), J.S. Johnson (Norbet Plank), Douglas Henderson (Colonel James Richmond).
- Résumé :West et Gordon doivent arrêter et amener à Washington le comptable d’une organisation criminelle, seule personne capable de faire condamner les membres de ce syndicat du crime. Ils sont contraints de le faire sortir d’une ville où la population, acquise au syndicat, leur est hostile.

### Épisode 8:La Nuit du sarcophage
- Titre original : The Night of the Egyptian Queen
- Numéro(s) : 88 (4-8)
- Réalisateur : Marvin J. Chomsky
- Scénariste(s) : Paul Playdon (écriture)
- Montage : Frank Capacchione
- Musique : Harry Geller, Martin L. Klein (superviseur)
- Diffusion(s) : 
  -  États-Unis : 15 novembre 1968
  -  France :
- Invité(s) : Sorrell Booke (Heisel), Tom Troupe (Jason Starr), William Marshall (Amalek), Penny Gaston (Rosie), Walter Brooke (Finley), Morgan Farley (curateur), Gene Tyburn (joueur), Cindy Hunter (Miasmin), Rush Williams (garde), Kanan Awni (serveur), Hal K. Dawson (Ferret)…
- Résumé :…

### Épisode 9:La Nuit de l'homme oublié
- Titre original : The Night of Fire and Brimstone
- Numéro(s) : 89 (4-9)
- Réalisateur : Bernard McEveety
- Scénariste(s) : Joel Kane & Milton Smith. Palmer Thompson (histoire)
- Montage : Frank Capacchione
- Musique : Richard Shores, Martin L. Klein (orchestration)
- Diffusion(s) : 
  -  États-Unis : 22 novembre 1968
  -  France :
- Invité(s) : Robert Phillips (Frank Roach), Leslie Charleson (Dooley Sloan), John Crawford (Prof. Philip Colecrest), Charles Macaulay (Zack Morton), Dabbs Greer (Captain Lyman Butler), Ken Mayer (Hannon), Fred Stromsoe (Lefty), Bill Quinn (Dr Emmett Sloan), Dick Cangey (Rusty), Red West (Chuck), Tommy J. Huff (Pete)…
- Résumé :West et Gordon se rendent à Brimstone, une ville abandonnée où ils doivent retrouver un savant, le professeur Colecrest. Ce dernier est à la recherche d’un trésor caché dans une mine de soufre par les Sudistes lors de la guerre de Sécession, mais un groupe de bandits dirigés par Roach et Morton le retient prisonnier et tente de lui soutirer par la force des renseignements sur l’emplacement du trésor.

### Épisode 10:La Nuit de l'œil mémoire
- Titre original : The Night of the Camera
- Numéro(s) : 90 (4-10)
- Réalisateur : Marvin J. Chomsky
- Scénariste(s) : Ken Pettus
- Montage : Alan Jaggs
- Musique : Martin L. Klein et Morton Stevens (superviseur)
- Diffusion(s) :
  -  États-Unis : 29 novembre 1968
  -  France :
- Invité(s) : Pat Paulsen (Bosley Cranston), Barry Atwater (Gideon Stix), Lou Procopio (Beal), Walker Edmiston (Langham), Marya Christen (Chinoise), Fuji (Mandarin), Rico Cattani (Majordome), Victor Sen Yung (Baron Kyosai), Julio Medina (Don Carlos), Ken Mendoso (Hatchetman), Joe Castagna (City Slicker)…
- Résumé : West et Pike sont à la recherche d’un livre contenant en code les noms de tous les membres d’un réseau de trafiquants d’opium opérant aux États-Unis. Leur tâche est compliquée par l’arrivée de Bosley, un agent inexpérimenté envoyé par Washington, dont ils doivent assurer la formation.

### Épisode 11:La Nuit des cyclopes
- Titre original : The Night of the Avaricious Actuary
- Numéro(s) : 91 (4-11)
- Réalisateur : Irving J. Moore
- Scénariste(s) : Henry Sharp
- Montage : Byron Chudnow
- Musique : Martin L. Klein et Morton Stevens (superviseur)
- Diffusion(s) : 
  -  États-Unis : 6 décembre 1968
  -  France :
- Invité(s) : Harold Gould (John Taney), Emily Banks (Arden Masterson), Ross Elliott (Général Caswell), Jenny Maxwell (en) (Billie), Steve Gravers (en) (Durkin), Tol Avery (Asa Dempster), Sydney Smith (Tycoon), Lou Krugman (Maitre d'Hôtel), Fritz Feld (Chef), Judi Sherven (Cora Lister), Sharon Cintron (en) (1re Fille), Linda Cooper (2e Fille), Barbara Hemingway (Grosse Dame), Frank Simonetti (1er gros homme), Bennett King (2e gros homme), Jack Spratt (3e gros homme), Ray Dawe (4e gros homme).
- Résumé : un diapason géant capable de détruire des maisons par l’intensité de ses vibrations sème la panique parmi la population. L’inventeur de cette curieuse machine est John Taney, un savant à la tête d’une organisation menaçant les notables propriétaires de luxueuses demeures.

### Épisode 12:La Nuit de la revanche

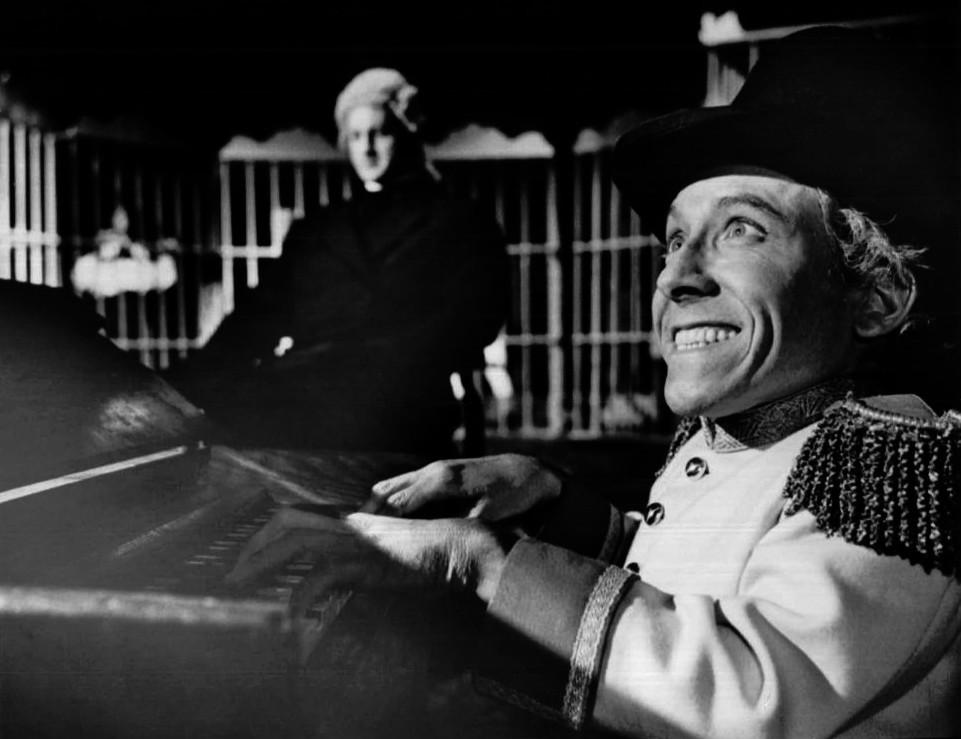
La dernière apparition du Dr Miguelito Loveless

- Titre original : The Night of Miguelito's Revenge
- Numéro(s) : 92 (4-12)
- Réalisateur : James B. Clark
- Scénariste(s) : Jerry Thomas
- Montage : Alan Jaggs
- Musique : Richard Shores, Martin L. Klein (orchestration)
- Diffusion(s) :
  -  États-Unis : 13 décembre 1968
  -  France :
- Invité(s) : Michael Dunn (Dr Miguelito Loveless), Susan Seaforth (Delilah), Arthur Batanides (Pylo), Jim Shane (Tiny), Douglas Henderson (Col. James Richmond), Don Pedro Colley (Abbie Carter), Percy Helton (Propriétaire), Byron Morrow (Judge Alonzo Fairlie), Walter Coy (Cyrus Barlow), Linda Chandler (Lynn Carstairs), Peter Bruni (Ivan Kalinkovitch), Johnny S. Luer (Biff Trout), Roy Barcroft (Sheriff), Dort Clark (Theatre Manager), Paul Barselow (Storekeeper), Maryesther Denver (Lady Barber), Wendy Douglas (Saloon Girl), David Montresor (Butler), Marguerite Ray (Mrs. Carter), Peter Hale (Chris).
- Résumé : une série de célébrités issues de milieux divers sont enlevées, chacune d’entre elles disparaissant un jour de la semaine différent des autres. Le coupable n’est autre que le docteur Loveless, désireux de se venger des personnes l’ayant autrefois offensé en les faisant condamner à mort par un tribunal composé de marionnettes et d’automates dont il tient les commandes. James West et Jeremy Pike vont avoir du pain sur la planche avec leur pire ennemi.

### Épisode 13:La Nuit du pélican
- Titre original : The Night of the Pelican
- Numéro(s) : 93 (4-13)
- Réalisateur : Alex Nicol
- Scénariste(s) : Richard H. Landau
- Montage : Byron Chudnow
- Musique : Martin L. Klein et Morton Stevens (superviseur)
- Diffusion(s) :
  -  États-Unis : 26 décembre 1968
  -  France :
- Invité(s) : Khigh Dhiegh (Din Chang), Vincent Beck (Caporal Simon), Lou Cutell (Major Frederick Frey), Francine York (Dr Sara Gibson), Andre Philippe (Jean-Paul), Debbie Wong (Kuei), Ella Edwards (Amy Stafford), Linda Ho (2e Chinoise), James Shen (Quen Yung), Buck Kartalian (Lieutenant Bengston), Lorna Denels (Jeanne), Holly Mascott (Molly), John Creamer (Colonel Kelton Morse), Ernest Harada (1er Chinois), Jonathan Brooks (Sergent), John Quade (Man), Dick Harvey (1er Garde), Tommy Lee (vieux Marionnettiste).
- Résumé : James West et Jeremy Pike, le remplaçant de Gordon, sont à la recherche d’un bandit nommé Din Chang, qui commettrait des méfaits alors qu’il est censé être prisonnier au pénitencier d’Alcatraz à San Francisco. En se faisant passer pour un détenu, West découvre que Chang a pris le contrôle de la prison et s’apprête à lancer une opération de grande envergure.

### Épisode 14:La Nuit de la malédiction
- Titre original : The Night of the Spanish Curse
- Numéro(s) : 94 (4-14)
- Réalisateur : Paul Stanley
- Scénariste(s) : Robert E. Kent (en)
- Montage : Byron Chudnow
- Musique : John Carl Parker (orchestration), Martin L. Klein (superviseur)
- Diffusion(s) :
  -  États-Unis : 3 janvier 1969
  -  France :
- Invité(s) : Thayer David (Cortez), Toian Matchinga (Cosina), Richard Angarola (Allesandro), Edward Colmans (Juan Ramirez), Pepe Callahan (Officier Rojas), Ted de Corsia (1er Elder), Jon Lormer (2e Elder), Gil Serna (Fernandez), Fred Villani (Morales), Joe Pepi (1er Garde), Lou Peralta (1er Conquistador), Fred Stromsoe (2e Conquistador), Jorge Moreno (Propriétaire)…
- Résumé : Des hommes en tenue de conquistadors commettent une série de méfaits à Soledad, un village proche de la frontière mexicaine. Leur chef se fait passer pour Cortez et, depuis son repaire basé au Mexique, il exploite la crédulité des paysans, qui le croient immortel, en exigeant le sacrifice de villageois pour calmer un volcan menaçant de faire éruption. Mais que deviennent les hommes prétendument sacrifiés ?

### Épisode 15:La Nuit de la terreur ailée -1repartie
- Titre original : The Night of the Winged Terror - Part 1
- Numéro(s) : 95 (4-15)
- Réalisateur : Marvin J. Chomsky
- Scénariste(s) : Ken Pettus (écriture)
- Montage : Alan Jaggs
- Musique : Robert Prince (orchestration), Martin L. Klein (superviseur)
- Diffusion(s) :
  -  États-Unis : 17 janvier 1969
  -  France :
- Invité(s) : Christopher Cary (Tycho), Michele Carey (Laurette), Jackie Coogan (Maire Cecil Pudney), John Harding (Professeur Thaddeus Toombs), Robert Ellenstein (Dr Horatio Occularis II), Bernard Fox (Dr Horatio Occularis-Jones), Valentin de Vargas (Colonel Chaveros), Harry Lauter (Shériff Elmo Stone), Roy Engel (Président Ulysses S. Grant), Vic Perrin (Professeur Simon Winkler), Norman Leavitt (Maire Hiram Sneed), Ron Pinkard (Shérif adjoint Billy), James Milton George (Judd Brass), Chuck Waters (Tom Brass), Chuck Courtney (Zack Brass), Lillian Lehman (Secrétaire), Dorothy Neumann (Zenobia Finch).
- Résumé : James West est envoyé dans une ville car les États-Unis ont reçu un avertissement d'une catastrophe imminente. James est incapable d'empêcher le maire de la ville de faire sauter un nouveau chevalet de chemin de fer. West est chargé de travailler avec l'agent Frank Harper sur l'affaire. Harper arrive trop tard pour empêcher un responsable du musée de couper des peintures et de détruire d'autres œuvres d'art. Le président Grant quitte Washington pour informer personnellement les agents de l'affaire, dans laquelle des personnalités éminentes commettent inexplicablement des actes de destruction. West arrive juste à temps pour empêcher un shérif dévoué de libérer un gang vicieux de sa prison. Le shérif, comme les autres personnalités impliquées, avait reçu une paire de lunettes gratuite d'un Dr Occularis. Il s'avère qu'au moins deux médecins dispensent les lunettes gratuites. Harper prend la place d'un maire qui doit recevoir la visite du Dr Occularis et il a failli tuer West. L'homme des services secrets est capturé et est informé par le professeur Toombs qu'un groupe appelé Raven est derrière tout cela et qu'il a l'intention de gouverner le monde scientifiquement. West est alors libéré pour passer un ultimatum au président Grant. À la fin de l'épisode, West réussi à trouver le quartier général de Raven et observe Tycho, le chef de Raven qui a une tête énorme.

### Épisode 16:La Nuit de la terreur ailée -2epartie
- Titre original : The Night of the Winged Terror - Part 2
- Numéro(s) : 96 (4-16)
- Réalisateur : Marvin J. Chomsky
- Scénariste(s) : Ken Pettus (écriture)
- Montage : Frank Capacchione
- Musique : Robert Prince (orchestration), Martin L. Klein (superviseur)
- Diffusion(s) :
  -  États-Unis : 24 janvier 1969
  -  France :
- Invité(s) : Christopher Cary (Tycho), Michele Carey (Laurette), Jackie Coogan (Maire Cecil Pudney)[7], John Harding (Professeur Thaddeus Toombs), Robert Ellenstein (Dr Horatio Occularis II), Valentin de Vargas (Colonel Chaveros), Roy Engel (Président Ulysses S. Grant)[7], Vic Perrin (Professeur Simon Winkler)[7], Frank Sorello (Ambassadeur Ramirez), Rico Alaniz (Agent Mexicain), Julio Medina (Citadin), James McEachin (2e Agent), Jerado DeCordovier (Peon), Lisa Todd (Bonnie), Zack McWiggins (1er Agent), Lillian Lehman (Secrétaire), Peter Hale (3e Agent), Don Ross (4e Agent), Annette Molen (Virginia).
- Résumé :…

### Épisode 17:La Nuit du trésor
- Titre original : The Night of the Sabatini Death
- Numéro(s) : 97 (4-17)
- Réalisateur : Charles R. Rondeau
- Scénariste(s) : Shirl Hendryx (écriture)
- Montage : Byron Chudnow
- Musique : Martin L. Klein et Morton Stevens (superviseur)
- Diffusion(s) :
  -  États-Unis : 7 février 1969
  -  France :
- Invité(s) : Jill Townsend (Sylvia Nolan), Bethel Leslie (Melanie Nolan), Jim Backus (Fabian Swanson), Douglas Henderson (Colonel James Richmond), Don 'Red' Barry (Farnsworth), Thomas A. Geas (Shériff Chayne), Ted de Corsia (Johnny Sabatini), Ben Wright (Clarence), Eddie Quillan (Snidley), Red West (1er Heavy), Dick Cangey (2e Heavy).
- Résumé :…

### Épisode 18:La Nuit du Janus
- Titre original : The Night of the Janus
- Numéro(s) : 98 (4-18)
- Réalisateur : Irving J. Moore
- Scénariste(s) : Leonard Katzman. Paul Playdon (histoire)
- Montage : Frank Capacchione
- Musique : Richard Shores, Martin L. Klein (orchestration)
- Image : Irving Lippman (directeur de la photographie)
- Diffusion(s) : 
  -  États-Unis : 14 février 1969
  -  France :
- Invité(s) : Jack Carter (Alan Thorpe), Anthony Eisley (Warren Blessing), Jackie DeShannon (Torrey Elder), Arthur Malet (Professeur Montague), Nicky Blair (Thompson), Benny Rubin (Janus), Vince Barnett (Swanson), Mark Allen (Instructeur), Gail Billings (Myra Bates), Bill Monemaker (Thomas), Ron Heller (Wallace), James Ryan (en) (Stevens), Bonnie Hughes (Linda), Walter Kelley (Mint Guard), Bob Dodson (Hardcase), Anthony Aiello (Messager), Tony Gange (Williams).
- Résumé :…

### Épisode 19:La Nuit des pistoleros
- Titre original : The Night of the Pistoleros
- Numéro(s) : 99 (4-19)
- Réalisateur : Bernard McEveety
- Scénariste(s) : Earl Barret & Robert C. Dennis
- Montage : Alan Jaggs
- Musique : Martin L. Klein et Morton Stevens (superviseur)
- Image : Richard L. Rawlings (directeur de la photographie)
- Diffusion(s) : 
  -  États-Unis : 21 février 1969
  -  France :
- Invité(s) : Edward Binns (Colonel Roper), Robert Pine (Lieutenant Murray), Henry Wilcoxon (Armando Galiano), Perry Lopez (Sanchos), Richard O'Brien (Sergent Charlie Tobin), Eugene Iglesias (Bernal), William O'Connell (Dr Winterich), John Pickard (Duty Sergent), Daniel Ades (Lopez), Jay Jostyn (Major), Sarita Vara (Mariana), Joe Raciti (Barman).
- Résumé :…

### Épisode 20:La Nuit de la diva
- Titre original : The Night of the Diva
- Numéro(s) : 100 (4-20)
- Réalisateur : Herb Wallerstein
- Scénariste(s) : Ken Pettus. Alf Harris (histoire)
- Montage : Frank Capacchione
- Musique : Martin L. Klein et Morton Stevens (superviseur)
- Diffusion(s) :
  -  États-Unis : 7 mars 1969
  -  France :
- Invité(s) : Patrice Munsel (Rosa Montebello), Patrick Horgan (Max Crenshaw), Beverly Todd (Angelique), Patricia Dunne (Ellen Collingwood), Lester Fletcher (Karl Crenshaw), Martin Kosleck (Igor), Douglas Henderson (Colonel James Richmond), Geraldine Baron (Caroline Mason), Margery MacKay (Première Diva), Jorge Ben-Hur (Barman), Khalil Bezaleel (Pierre Deluc), David Constantine (Messager).
- Résumé : …

### Épisode 21:La Nuit du diamant
- Titre original : The Night of the Bleak Island
- Numéro(s) : 101 (4-21)
- Réalisateur : Marvin J. Chomsky
- Scénariste(s) : Robert E. Kent (en)
- Montage : Alan Jaggs
- Musique : Richard Shores, Martin L. Klein (orchestration)
- Diffusion(s) :
  -  États-Unis : 14 mars 1969
  -  France :
- Invité(s) : John Williams (Sir Nigel Scott), Beverly Garland (Celia Rydell), Robert H. Harris (Steven Rydell), Richard Erdman (Mordecai Krone), James Westerfield (Ronald McAvity), Jana Taylor (Alicia Crane), Gene Tyburn (Mark Chambers), Lorna Lewis (Helen Merritt), Pat O'Hara (Jarvis), Jon Lormer (Boatman), Christian Anderson (Servant #2), Yvonne Schubert (fille), Dick Cangey (Hooded attacker), James M. George (), Tommy J. Huff (), Whitey Hughes (), Red West (Hooded attacker).
- Résumé :James West part chercher sur l’île de feu Joseph Bleak un diamant que ce dernier a légué au musée national de Washington. Il découvre une île hantée par les hurlements d’un chien sauvage et la discorde parmi les héritiers de Bleak, d’autant plus forte que le testament réserve quelques surprises. Enfin, un détective britannique le prévient de la présence sur l’île du docteur Calendar, un célèbre cambrioleur désireux de s’emparer du diamant.

### Épisode 22:La Nuit des Cosaques
- Titre original : The Night of the Cossacks
- Numéro(s) : 102 (4-22)
- Réalisateur : Mike Moder
- Scénariste(s) : Oliver Crawford (en)
- Montage : Alan Jaggs
- Musique : Jack Pleis (orchestration), Martin L. Klein (superviseur)
- Diffusion(s) :
  -  États-Unis : 21 mars 1969
  -  France :
- Invité(s) : Guy Stockwell (Prince Gregor), John Van Dreelen (Comte Balkovitch), Donnelly Rhodes (Capitaine Zaboff), Nina Foch (Duchesse Sophia), Jennifer Douglas (Princesse Lina), Alizia Gur (Maria), Oscar Beregi Jr. (Petrovsky), Ivan Triesault (Bishop Kucharyk), Norman Leavitt (Shériff Corby), Luis DeCórdova (le prêtre), Kay Vojkovic (Serving Girl), Sonny Klein (Sorkhev), Nikita Knatz (Grobe), Tim Burns (Cosaque #1), Michael Kriss (Cosaque #2).
- Résumé : West et Gordon sont chargés d’escorter et de protéger un prince slave en visite aux États-Unis. Le principal danger est représenté par le comte Balkovitch, un ennemi juré de la famille princière qui a l’intention de dérober l’icône sacrée sans laquelle le prince ne pourra être couronné.

### Épisode 23:La Nuit du conseil d'administration
- Titre original : The Night of the Tycoons
- Numéro(s) : 103 (4-23)
- Réalisateur : Mike Moder
- Scénariste(s) : Louis Vittes. Barney Slater (histoire)
- Montage : Ellsworth Hoagland
- Musique : Martin L. Klein et Morton Stevens (superviseur)
- Diffusion(s) :
  -  États-Unis : 11 avril 1969
  -  France :
- Invité(s) : Jo Van Fleet (Amelia Bronston), Steve Carlson (Lionel Bronston), Joanie Sommers (en) (Kyra Vanders), Red West (un clown tueur), Tol Avery (Mr. Gorhan), Richard O'Brien (Mr. Van Cleve), Lee Duncan (Barman), E.A. Sirianni (O'Brien), Milton Parsons (Kessel), Nelson Welch (Board Member #5), Virginia Peters (Matron), María García (Honey), Mike Mahoney (Head Guard), Buff Brady (majordome), Jerry Mann (Board Member #6), Cal Currens (Businessman), Michelle Breeze (Melanie), Kelly Shannon (Girl).
- Résumé : Des bandits attaquent une diligence et s’emparent d’un coffre-fort. L’intervention de West, qui se trouvait parmi les passagers, provoque la fuite des gangsters avec la fille du gouverneur local en guise d’otage. Jim fait soigner un malfaiteur qu’il a réussi à capturer, avant de se lancer à la poursuite de ses complices. L’homme meurt et le médecin révèle à Gordon qu’il était atteint d’une maladie contagieuse. Artie dispose de trois jours pour retrouver West et les fuyards afin de les vacciner.

### Épisode 24:La Nuit de l'épidémie
- Titre original : The Night of the Plague
- Numéro(s) : 104 (4-24)
- Réalisateur : Irving J. Moore
- Scénariste(s) : Frank L. Moss
- Montage : Ellsworth Hoagland
- Musique : Martin L. Klein et Morton Stevens (superviseur)
- Diffusion(s) :
  -  États-Unis : 4 avril 1969
  -  France :
- Invité(s) : Lana Wood (Averi Trent), Cliff Norton (Drummer), John Hoyt (Guild), Douglas Henderson (Colonel James Richmond), William Bryant (Duncan Lansing), James Lanphier (Malcolm Lansing), Eddie Firestone (Stillis), Pilar Del Rey (infirmière mexicaine), Wayne Cochran (Stacey), Steve Raines (Ben), Bill Zuckert (shérif), Dan Cass (Olin), Doug Pence (Stagehand), Artt Frank (Acteur ivre), Edward Leveque (Paysan mexicain), Tyler McVey (Docteur), Flora Plumb (Fille de saloon #1), Jacqueline J. Sayls (Fille de saloon #2).
- Résumé : des bandits attaquent une diligence et s’emparent d’un coffre-fort. L’intervention de West, qui se trouvait parmi les passagers, provoque la fuite des gangsters avec la fille du gouverneur local en guise d’otage. Jim fait soigner un malfaiteur qu’il a réussi à capturer, avant de se lancer à la poursuite de ses complices. L’homme meurt et le médecin révèle à Gordon qu’il était atteint d’une maladie contagieuse. Artemus dispose de trois jours pour retrouver West et les fuyards afin de les vacciner.